# 박영숙 (탁구 선수)
박영숙(1988년 12월 18일 ~)은 대한민국의 한국마사회 소속 탁구 선수이다. 2013년 5월 프랑스 파리 세계선수권대회 혼합복식에서 삼성생명 이상수와 함께 은메달을 획득하였다.

## 기타메달
- 2013.10 중국천진 동아시안게임 복식 은메달 (박영숙, 양하은)
- 2013.10 중국천진 동아시안게임 단체 동메달 (박영숙, 박성혜, 서효원, 석하정, 양하은)
- 2013.11 폴란드 오픈 복식 3위 (박영숙, 양하은)
- 2013.12 국가대표 선발 (박영숙, 서효원, 조하라, 이은혜, 양하은, 박성혜, 석하정, 유은총, 전지희, 이예람)